# 馬姫
馬氏（ばし、生没年不明）は、明の正徳帝の側室。馬姫（ばき）と呼ばれる。

## 経歴
延綏で軍官に就いていた馬昂の妹であった。容貌すぐれ、外語をよくし、騎射を学んだ。はじめ指揮官の畢氏の妻となり、正徳11年（1516年）に妊娠した。その頃、馬昂が汚職のため解任された。正徳帝の義子で親しくしていた江彬に馬昂が相談したところ、懐妊していた妹を畢氏から奪取して、正徳帝に献上した。正徳帝は喜び、馬昂は正一品都督に任じられ、一族は高官に抜擢された。宦官らは馬昂を国舅と呼んだ。馬姫が既に懐妊していたため、多くの官人がいさめたが、正徳帝は耳を貸さなかった。
数か月後、正徳帝は太平倉で馬昂に下賜した邸へ下向し、酒を酌み交わした。正徳帝は楽しく飲んでいたが、馬昂の新しい妾の杜氏を欲したところ、馬昂に婉曲に断られた。正徳帝は怒って杯を投げ、立ち去った。馬昂は大いに恐れ、杜氏と他4人の美人を翌日急いで献上し、官職を辞した。馬氏への寵愛も衰え、以後の動静は不明である。

## 伝記資料
- 『明武宗実録』
- 『明史』
- 『金陵瑣事』